# Бозієнь (комуна)
Бозієнь, Бозієні (рум. Bozieni) — комуна у повіті Нямц в Румунії. До складу комуни входять такі села (дані про населення за 2002 рік):
- Беняса (148 осіб)
- Бозієнь (855 осіб)
- Креєшть (422 особи)
- Куч (951 особа)
- Юкша (682 особи)

Комуна розташована на відстані 279 км на північ від Бухареста, 59 км на схід від П'ятра-Нямца, 48 км на південний захід від Ясс.

## Населення
За даними перепису населення 2002 року у комуні проживали 3058 осіб.
Національний склад населення комуни:
| Національність | Кількість осіб | Відсоток |
| -------------- | -------------- | -------- |
| румуни         | 3057           | > 99,9%  |
| угорці         | 1              | < 0,1%   |

Рідною мовою назвали:
| Мова      | Кількість осіб | Відсоток |
| --------- | -------------- | -------- |
| румунська | 3057           | > 99,9%  |
| угорська  | 1              | < 0,1%   |

Склад населення комуни за віросповіданням:
| Релігія       | Кількість осіб | Відсоток |
| ------------- | -------------- | -------- |
| православні   | 3031           | 99,1%    |
| п'ятдесятники | 20             | 0,7%     |
| адвентисти    | 3              | 0,1%     |
| реформати     | 1              | < 0,1%   |